# Tianshui Airport
Tianshui Airport (kinesiska: 天水麦积山机场) är en flygplats i Kina. Den ligger i provinsen Gansu, i den nordvästra delen av landet, omkring 250 kilometer sydost om provinshuvudstaden Lanzhou.
Runt Tianshui Airport är det ganska tätbefolkat, med 214 invånare per kvadratkilometer. Närmaste större samhälle är Tianshui, 10,9 km väster om Tianshui Airport. Trakten runt Tianshui Airport består till största delen av jordbruksmark.
Genomsnittlig årsnederbörd är 701 millimeter. Den regnigaste månaden är juli, med i genomsnitt 144 mm nederbörd, och den torraste är december, med 4 mm nederbörd.